# Jean-Louis Darcel
Jean-Louis Darcel (* 1939 in Paris) ist ein französischer Historiker und Hochschullehrer.
Er war Professor an der Universität Savoyen in Chambéry.
Jean-Louis Darcel forschte vorwiegend über die politische Philosophie. Einen Schwerpunkt legte er in seinen Arbeiten auf die Biographie des savoyischen Philosophen, Schriftstellers und Politikers Joseph de Maistre (1753–1821), dessen Werk und Korrespondenz er in mehreren kritischen Editionen neu herausgab. Von 1985 bis 2002 leitete er die Schriftenreihe Revue des études maistriennes, die dem Leben und Wirken des Staatsmannes gewidmet ist. Darcel schrieb auch über dessen Bruder, den Schriftsteller Xavier de Maistre (1763–1852).
1981 verlieh die Académie française Jean-Louis Darcel einen Preis für sein Lebenswerk.

## Werke (Auswahl)
- Catalogue de la Bibliothèque de Joseph de Maistre . In: Revue des études maistriennes, 1. Presses universitaires Savoie Mont Blanc. 1975.
- De l’Etat de Nature. In: Revue des études maistriennes, 2,  1976.
- Joseph de Maistre et la Révolution française. In: Revue des études maistriennes, 3, 1977, S. 29–43.
- Cinquième Lettre d’un Royaliste Savoisien. In: Revue des études maistriennes, 4, 1978.
- Herausgeber: Joseph de Maistre. Considérations sur la France. Genf 1980.
- Registres de la correspondance de Joseph de Maistre. Paris 1981.
- Recherches maistriennes. 1985.
- Les Années d’apprentissage d’un contre-révolutionnaire. Joseph de Maistre à Lausanne, 1793–1797. In: Revue des études maistriennes, 10, 1986–1987, S. 7–135.
- De la Terreur à la Restauration. Correspondances inédites. Paris 1987.
- Herausgeber: Joseph de Maistre. Écrits sur la Révolution. Joseph de Maistre. Presses universitaires de France. Paris 1989.
- Herausgeber: Joseph de Maistre. De la souveraineté du peuple. Paris 1992.
- Herausgeber: De la souveraineté du peuple. Un anti-contrat social. Joseph de Maistre. Paris 1992.
- Herausgeber: Joseph de Maistre. Les Soirées de Saint-Petersbourg. Genf 1992.
- Herausgeber: Joseph de Maistre. Considérations sur la France. 1993.
- Joseph de Maistre. Philosophie et rhétorique. Paris 1996.
- Etat présent de la recherche maistrienne. In: Cahiers de l’Association internationale des études francaises, 2000, S. 75–83.
- Joseph de Maistre and the House of Savoy. Some Aspects of his career. In: Richard Lebrun: Joseph de Maistre’s Life, Thought and Influence. McGill-Queen's University Press. 2001, S. 47–62.
- Les chemins de l’exil, 1792–1817. In: Actes du colloque de Chambéry, 5-6 déc. 1997. Revue des études maistriennes, 13,  2001.
- Joseph et Xavier de Maistre. Archives départementales de la Savoie. 2002. Abgerufen am 8. Juli 2002.
- Joseph de Maistre mentor de la Russie . In: Joseph de Maistre Acteur et penseur politique. Actes du colloque de Chambéry, 26–27–28 avril 2001. Revue des études maistriennes, 14, 2014.
- Joseph de Maistre, nouveau mentor du prince. Les dévoilements des mystères de la science politique. In: Felipo Barthelet (Hrsg.): Joseph de Maistre. Genf 2005, S. 400ff.